# Juan Pablo Chang Navarro
Juan Pablo Chang Navarro-Lévano (Lima, 12 de abril de 1930 - La Higuera, 9 de octubre de 1967) fue un político comunista peruano, participante de las guerrillas del Perú y Bolivia en los años sesenta.

## Biografía
Juan Pablo Chang nació en Lima en 1930. Desde temprana edad comienza su accionar político, pues se desempeña como dirigente estudiantil en la Universidad de San Marcos, en el Perú, formando parte de la juventud aprista. Por sus actividades contra la dictadura de Odría cae preso.
En 1948 es deportado hacia Argentina. Aquí tiene una participación activa en manifestaciones y revanchas estudiantiles por lo que es expulsado del mismo. Cuando retorna al Perú comienza a asimilar las ideas comunistas. Sufre de nuevo prisión en Lima y a mediados de 1953 es exiliado en México, dónde decide estudiar antropología en la Escuela Nacional de Antropología e Historia. Es en este país dónde se encuentra con varios cubanos y el argentino Che Guevara que preparaban una expedición del Granma hacia Cuba. En 1955 se tiene que marchar a Francia para esconderse y es donde estudia psicología en la Sorbona. 
En 1956 gracias a una amnistía general vuelve al Perú, aquí estudia economía. Más tarde contribuye a la formación del Frente de los estudiantes y es miembro del Comité Central del Partido Comunista Peruano. Nuevamente llega a prisión cuando cumple reinicia la lucha haciendo periodismo y participando en actividades sindicales. En 1962 se une al Ejército de Liberación Nacional (ELN). A inicio de ese mismo año viene a Cuba como delegado a la Conferencia Tricontinental de La Habana.

### Guerrilla de Ñancahuazú y muerte
Cae preso en el combate de la Quebrada del Yuro y es asesinado el mismo día  y lugar que el Che Guevara, el 9 de octubre de 1967 en La Higuera, Bolivia. Hay una estampa en "La escuelita" que ahora funciona como museo que recuerda que por esa puerta ingresaron Juan Pablo Chang, el boliviano Simeón Cuba y Ernesto Guevara de la Serna en octubre del 67.